# Tamale Polytechnic
Die Tamale Polytechnic (dt. Fachhochschule Tamale) ist eine von zehn Fachoberschulen im westafrikanischen Staat Ghana. Sie wurde in der Hauptstadt der Northern Region in Tamale gegründet.